# Zibelthiurdos
Zibelthiurdos was in de Thracische mythologie een stormgod. Zoals van Zeus werd van hem eveneens gezegd dat hij de scepter van weerlicht en bolbliksems zwaaide. Variërende spellingsvormen zijn ook Zbelsurdos en Zibelthurdos.